# Andrei Marga
Andrei Marga (Bucarest, 22 maggio 1946) è un politico rumeno, esponente e presidente del Partito Nazionale Contadino Cristiano Democratico nel 2001. 
Marga è stato Rettore dell'Università Babeș-Bolyai di Cluj (1993-2004), ministro della pubblica istruzione  (1997-2000) e brevemente ministro degli affari esteri della Romania nel governo Ponta I nel 2012.

## Biografia
Nel 1971 Andrei Marga si è laureato in filosofia e sociologia all'Università Babeș-Bolyai, nel 1976 ha conseguito il dottorato presso la stessa università. È stato detentore della borsa di studio del Deutscher Akademischer Austauschdienst. Professionalmente è associato all'università di origine - dal 1990 come professore. È stato decano della facoltà di storia e filosofia (1990-1992), vice-rettore (1992-1993) e rettore dell'università (1993-2004, 2008-2012), e presidente del consiglio accademico (2004-2008). Docente ospite presso le università in Germania, Austria, Francia e Israele.
È autore e coautore di numerosi libri scientifici, tra cui libri di filosofia della storia e di filosofia politica, nonché di religione e storia contemporanea. In primo piano tra gli altri è stato vincitore del Premio Herder, di un dottorato honoris causa di diverse università straniere e di distinzioni francesi e tedesche.
Durante i suoi studi, è entrato a far parte del Partito Comunista Rumeno. Si è attivamente impegnato in attività politiche negli anni '90, aderendo al Partito Nazionale Contadino Cristiano Democratico (PNTCD). Dal 1997 al 2000 è stato ministro dell'istruzione nazionale nei governi guidati da Victor Ciorbea, Radu Vasile e Mugur Isărescu. Nel 2001, è divenuto capo del PNTCD, lasciò presto questo partito e aderì al Partito Nazionale Liberale. Nel 2012, per diversi mesi, è stato ministro degli affari esteri nel governo di Victor Ponta.

## Onorificenze e premi
- 2003 Ordine al merito di Germania[4]
- 2005 Premio Herder[5]
- 2011 Patriarca della Chiesa ortodossa rumena